# (330836) Orius
(330836) Orius – planetoida z rodziny centaurów.

## Odkrycie i nazwa
Odkryli ją Kazimieras Černis i Ilgmars Eglitis 25 kwietnia 2009 roku w obserwatorium w Baldone. Nazwa planetoidy pochodzi od Oriusa – centaura, który został zabity przez Heraklesa, gdy próbował ukraść wino Foliusa. Przed nadaniem nazwy planetoida nosiła oznaczenie tymczasowe 2009 HW77.

## Orbita
(330836) Orius obiega Słońce w średniej odległości 21,59 j.a. w czasie 100 lat i 109 dni.